# Далалян, Арпине
Арпине Далалян (род. 18 февраля 1999) — армянская тяжелоатлетка, выступающая в весовой категории свыше 87 килограммов. Участница чемпионатов Европы и мира.

## Биография
Арпине Далалян родилась 18 февраля 1999 года.

## Карьера
Далалян приняла участие на молодёжном чемпионате Европы 2014 года в весовой категории свыше 69 килограммов. Армянская тяжелоатлетка заняла шестое место с результатом 177 кг. В следующем году она выиграла молодёжный чемпионат Европы, улучшив сумму до 203 кг (84 + 119).
Далалян участвовала во взрослом чемпионате Европы 2016 года в Фёрде, где в весовой категории свыше 75 килограммов подняла 213 килограммов в сумме (93 + 120) и заняла пятое место. В том же году на молодёжном чемпионате мира стала седьмой, подняв на два килограмма меньше результата чемпионата Европы. Далалян завоевала золото на чемпионате Европы среди молодёжи в весовой категории свыше 69 килограммов с результатом 213 кг. Улучшив этот результат ещё на 7 килограммов, Арпине стала бронзовым призёром молодёжного чемпионата мира, подняв в рывке 93 кг и затем толкнув на 127 кг. На юниорском чемпионате Европы стала четвёртой в весовой категории свыше 75 кг с результатом 218 кг.
На юниорском чемпионате мира 2017 года Арпине стала четвёртой в весовой категории свыше 90 килограммов, подняв в сумме рекордные для себя 234 килограмма: 100 кг в рывке и 134 кг в толчке. На юниорском чемпионате Европы завоевала золото, для этого ей хватило результата 228 кг в сумме.
На чемпионате Европы среди юниоров 2018 года в весовой категории до 90 кг Арпине завоевала серебро с результатом 232 кг. Она сумела улучшить сумму на 7 килограммов на взрослом чемпионате мира в Ашхабаде, где стала 16-й в новой весовой категории свыше 87 килограммов. Она подняла 101 и 138 килограммов в двух упражнениях.
На чемпионате Европы 2019 года в Батуми она стала четвёртой несмотря на установление личного рекорда 240 кг. Она ещё на один килограмм улучшила этот результат на юниорском чемпионате мира, но вновь осталась в шаге от медали. Армянская тяжелоатлетка стала чемпионкой Европы среди юниоров 2019 года.
В 2021 году на чемпионате Европы в Москве стала четвёртой, подняв в рывке 95 килограммов, а затем толкнув снаряд на 126 кг.